# Black Music & Entertainment Walk of Fame
El Black Music & Entertainment Walk of Fame es un paseo de la fama ubicado en Atlanta, Georgia, establecido en enero de 2021 para homenajear a los afroamericanos con un monumento en forma de medallón por sus logros en la música y el entretenimiento. Se encuentra en el área histórica del centro de Atlanta, en las aceras del Martin Luther King, Jr. Drive y Northside Drive.
Quincy Jones, Otis Redding y James Brown estuvieron entre los primeros en ser honrados como "Miembros Fundacionales". Existen siete categorías para los homenajeados; hay categorías masculinas y femeninas separadas tanto para el hip-hop como para el gospel y el mainstream (término que el Paseo de la Fama utiliza para describir el R&B que no es hip-hop). Por otra parte, también existen dos categorías combinadas tanto para hombres como para mujeres: una de ellas es la de "Artistas Legado" (Legacy Artists), cuyo primer galardonado fue Michael Jackson; y la otra categoría es la de "Magnate mainstream" (Mainstream mogul), cuyo primer galardonado fue Sean Combs. Un total de treinta y cinco artistas fueron nominados previamente para determinar la primera serie de galardonados. La ceremonia de inauguración tuvo lugar el 17 de junio de 2021. Entre los galardonados de la primera edición se incluyen Stevie Wonder, Michael Jackson, Beyoncé, Usher, Missy Elliot y OutKast.

## Homenajeados

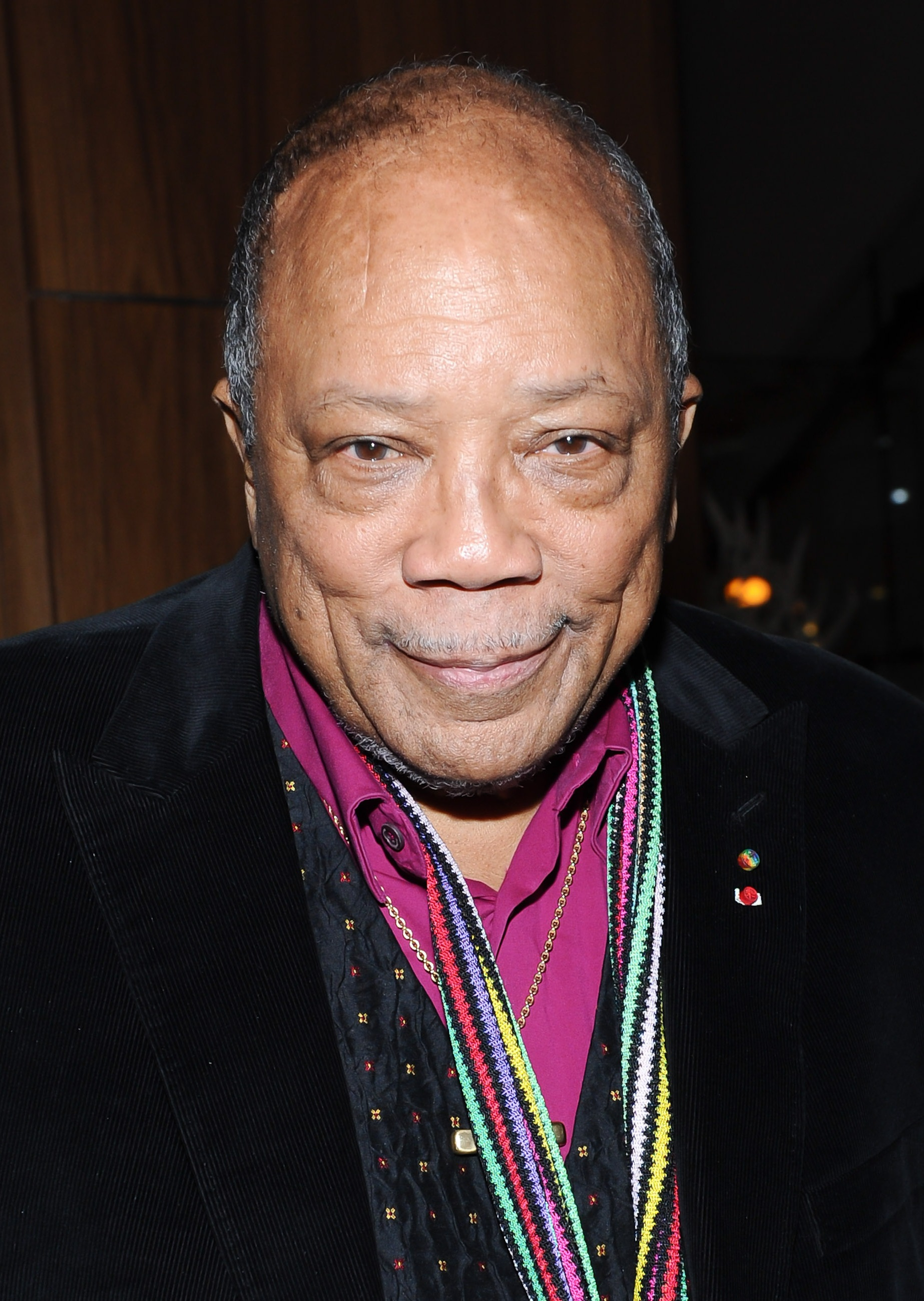
El músico Quincy Jones fue uno de los primeros galardonados.

| Nombre             | Nacionalidad   | Categoría                                           | Fecha                 | Ref.   |
| ------------------ | -------------- | --------------------------------------------------- | --------------------- | ------ |
| Quincy Jones       | Estados Unidos | Fundacional                                         | 17 de junio de 2021   | [ 8 ]  |
| James Brown        | Estados Unidos | Fundacional                                         | 17 de junio de 2021   | [ 8 ]  |
| Otis Redding       | Estados Unidos | Fundacional                                         | 17 de junio de 2021   | [ 8 ]  |
| Stevie Wonder      | Estados Unidos | Fundacional                                         | 17 de junio de 2021   | [ 7 ]  |
| Michael Jackson    | Estados Unidos | Legado                                              | 17 de junio de 2021   | [ 7 ]  |
| Sean Combs         | Estados Unidos | Magnate mainstream                                  | 17 de junio de 2021   | [ 7 ]  |
| Beyoncé            | Estados Unidos | Mainstream mujer                                    | 17 de junio de 2021   | [ 7 ]  |
| Usher              | Estados Unidos | Mainstream hombre                                   | 17 de junio de 2021   | [ 7 ]  |
| Missy Elliott      | Estados Unidos | Hip-hop mujer                                       | 17 de junio de 2021   | [ 7 ]  |
| Outkast            | Estados Unidos | Hip-hop hombres                                     | 17 de junio de 2021   | [ 7 ]  |
| Shirley Caesar     | Estados Unidos | Góspel mujer                                        | 17 de junio de 2021   | [ 7 ]  |
| Kirk Franklin      | Estados Unidos | Góspel hombre                                       | 17 de junio de 2021   | [ 7 ]  |
| Fela Kuti          | Nigeria        | Internacional                                       | 17 de febrero de 2022 | [ 9 ]  |
| Smokey Robinson    | Estados Unidos | Fundacional                                         | 17 de febrero de 2022 | [ 8 ]  |
| Berry Gordy        | Estados Unidos | Fundacional                                         | 17 de febrero de 2022 | [ 8 ]  |
| Cicely Tyson       | Estados Unidos | Fundacional                                         | 17 de febrero de 2022 | [ 8 ]  |
| Ray Charles        | Estados Unidos | Fundacional                                         | 17 de febrero de 2022 | [ 10 ] |
| Lionel Richie      | Estados Unidos | Legado                                              | 17 de febrero de 2022 | [ 10 ] |
| Tyler Perry        | Estados Unidos | Magnate mainstream                                  | 17 de febrero de 2022 | [ 10 ] |
| Mary J. Blige      | Estados Unidos | Mainstream mujer                                    | 17 de febrero de 2022 | [ 10 ] |
| Prince             | Estados Unidos | Mainstream hombre (más tarde promocionado a Legado) | 17 de febrero de 2022 | [ 10 ] |
| Lauryn Hill        | Estados Unidos | Hip-hop mujer                                       | 17 de febrero de 2022 | [ 10 ] |
| Snoop Dogg         | Estados Unidos | Hip-hop hombre                                      | 17 de febrero de 2022 | [ 10 ] |
| Yolanda Adams      | Estados Unidos | Góspel mujer                                        | 17 de febrero de 2022 | [ 10 ] |
| Donald Lawrence    | Estados Unidos | Góspel hombre                                       | 17 de febrero de 2022 | [ 10 ] |
| New Edition        | Estados Unidos | Grupo masculino mainstream                          | 17 de febrero de 2022 | [ 10 ] |
| TLC                | Estados Unidos | Grupo femenino mainstream                           | 17 de febrero de 2022 | [ 10 ] |
| BeBe & CeCe Winans | Estados Unidos | Grupo góspel                                        | 17 de febrero de 2022 | [ 10 ] |
| Bob Marley         | Jamaica        | Internacional                                       | 18 de junio de 2022   | [ 9 ]  |
| Cathy Hughes       | Estados Unidos | Fundacional                                         | 18 de junio de 2022   | [ 11 ] |
| Duke Ellington     | Estados Unidos | Fundacional                                         | 18 de junio de 2022   | [ 11 ] |
| Gamble and Huff    | Estados Unidos | Fundacional                                         | 18 de junio de 2022   | [ 11 ] |
| Run-DMC            | Estados Unidos | Fundacional                                         | 18 de junio de 2022   | [ 11 ] |
| T. D. Jakes        | Estados Unidos | Fundacional                                         | 18 de junio de 2022   | [ 11 ] |
| Robert Smith       | Estados Unidos | Fundacional                                         | 18 de junio de 2022   | [ 11 ] |
| Patti LaBelle      | Estados Unidos | Legado                                              | 18 de junio de 2022   | [ 11 ] |
| Steve Harvey       | Estados Unidos | Magnate mainstream                                  | 18 de junio de 2022   | [ 11 ] |
| Angela Bassett     | Estados Unidos | Mainstream mujer                                    | 18 de junio de 2022   | [ 11 ] |
| Charlie Wilson     | Estados Unidos | Mainstream hombre                                   | 18 de junio de 2022   | [ 11 ] |
| Nas                | Estados Unidos | Hip-hop hombre                                      | 18 de junio de 2022   | [ 11 ] |
| Tamela Mann        | Estados Unidos | Góspel mujer                                        | 18 de junio de 2022   | [ 11 ] |
| Donnie McClurkin   | Estados Unidos | Góspel hombre                                       | 18 de junio de 2022   | [ 11 ] |
| The Clark Sisters  | Estados Unidos | Grupo góspel                                        | 18 de junio de 2022   | [ 11 ] |
| Bobby Jones        | Estados Unidos | Fundacional                                         | 28 de febrero de 2023 | [ 12 ] |
| Andrew Young       | Estados Unidos | Fundacional                                         | 28 de febrero de 2023 | [ 12 ] |
| Danny Glover       | Estados Unidos | Fundacional                                         | 28 de febrero de 2023 | [ 12 ] |
| Dallas Austin      | Estados Unidos | Fundacional                                         | 27 de octubre de 2023 | [ 13 ] |
| Jermaine Dupri     | Estados Unidos | Fundacional                                         | 27 de octubre de 2023 | [ 13 ] |
| Mahalia Jackson    | Estados Unidos | Fundacional                                         | 27 de octubre de 2023 | [ 13 ] |
| Marvin Sapp        | Estados Unidos | Fundacional                                         | 27 de octubre de 2023 | [ 13 ] |
| Magic Johnson      | Estados Unidos | Magnate mainstream                                  | 27 de octubre de 2023 | [ 13 ] |
| Queen Latifah      | Estados Unidos | Hip-hop mujer                                       | 27 de octubre de 2023 | [ 13 ] |
| Busta Rhymes       | Estados Unidos | Hip-hop hombre                                      | 27 de octubre de 2023 | [ 13 ] |
| Lil Wayne          | Estados Unidos | Hip-hop hombre                                      | 27 de octubre de 2023 | [ 13 ] |